# 南华又庐
南华又庐位于中国广东省梅州市梅县区南口镇侨乡村，由印尼侨商潘祥初建清光绪三十年（1904年）。2002年7月17日被列为广东省文物保护单位。

## 布局
南华又庐得名于建造人潘祥初出生于该村祖屋南华庐，是典型的客家围屋，房屋坐西北向东南，采用中轴对称的传统平面布局，建筑平面布局为方形，占地面积10816平方米，建筑面积11220平方米，由门坪、外围墙、堂屋、后庭院、横向枕屋、周匝弧形后花园组成。庐内分为上、中、下三堂，二横共八堂，左右两侧各四堂。潘祥初生有八子四女，八个儿子分居八堂内。上堂后有枕屋一排、左右各有一座厨房，枕屋背有围墙内的果园。全屋共有164间房，其中枕屋46间，大小厅堂几十个，加以上、中二堂的大厅和中央的天井，所以称“十厅九井”。南华又庐各堂既可独立又可连体，俗有“屋中屋”的称号。